# Unione Sportiva Casertana 1942-1943
Questa pagina raccoglie le informazioni riguardanti l'Unione Sportiva Casertana nelle competizioni ufficiali della stagione 1942-1943.

## Rosa
| N. |                   | Ruolo | Calciatore          |
| -- | ----------------- | ----- | ------------------- |
|    | Italia (bandiera) | C     | Enrico Auletta      |
|    | Italia (bandiera) | D     | F. Beano            |
|    | Italia (bandiera) | A     | Umberto Cancellieri |
|    | Italia (bandiera) | C     | Menotti Cecchi      |
|    | Italia (bandiera) | C     | Augusto Cocozza     |
|    | Italia (bandiera) | A     | Umberto Dell'Aquila |
|    | Italia (bandiera) | A     | Giovanni Fusco      |
|    | Italia (bandiera) | C     | O. Galassi          |
|    | Italia (bandiera) | A     | Giovanni Mameli     |

| N. |                    | Ruolo | Calciatore          |
| -- | ------------------ | ----- | ------------------- |
|    | Italia (bandiera)  | P     | R. Maramieri        |
|    | Italia (bandiera)  | A     | Pier Paolo Masnieri |
|    | Italia (bandiera)  | D     | Carmine Milite      |
|    | Italia (bandiera)  | C     | Gastone Morandi     |
|    | Italia (bandiera)  | A     | A. Sanvito          |
|    | Italia (bandiera)  | A     | Alessandro Torraca  |
|    | Italia (bandiera)  | P     | Ernani Vassallo     |
|    | Italia (bandiera)  | A     | E. Vignes           |
|    | Brasile (bandiera) | D     | Osvaldo Vitrone     |

## Risultati

### Serie C

#### Girone L

##### Girone di andata
| Arbitro: | De Candia |

|  |           |                            |
|  | Marcatori | 2’, 12’ Franzese 50’ Paone |

| Arbitro: | Bacci |

|  |           |                         |
|  | Marcatori | 14’ Sarvito 51’ Cocozza |

| Caserta 18 ottobre 1942 3ª giornata | Casertana | 1 – 1 | Cavese |  |

| Arbitro: | Cappuzzo |

|            |           |  |
| Coccia 32’ | Marcatori |  |

| Caserta 1 novembre 1942 5ª giornata | Casertana | 2 – 5 | Baratta Battipaglia |  |

| Arbitro: | Capucci |

|                       |           |  |
| Ippoliti 37’ Sala 86’ | Marcatori |  |

| Caserta 15 novembre 1942 7ª giornata | Casertana | 0 – 0 referto | VV.FF. Roma | \| Arbitro: \| Altomare \| |
| Arbitro:                             | Altomare  |               |             |                            |

| Castellammare di Stabia 22 novembre 1942 8ª giornata | Stabia | 2 – 0 | Casertana |  |

| Caserta 29 novembre 1942 9ª giornata | Casertana | 2 – 2 | Savoia |  |

| Caserta 6 dicembre 1942 10ª giornata | Casertana | 1 – 3 | Scafatese |  |

| Arbitro: | Candolini |

|                       |           |  |
| Muzioli 7’ Picchi 87’ | Marcatori |  |

##### Girone di ritorno
| Napoli 3 gennaio 1943 12ª giornata | Ilva Bagnolese | 6 – 1 | Casertana |  |

| Caserta 10 gennaio 1943 13ª giornata | Casertana | 5 – 0 | Civitavecchiese |  |

| Cava de' Tirreni 17 gennaio 1943 14ª giornata | Cavese | 4 – 0 | Casertana |  |

| Caserta 24 gennaio 1943 15ª giornata | Casertana | 0 – 4 | Salernitana |  |

| Battipaglia 31 gennaio 1943 16ª giornata | Baratta Battipaglia | 5 – 0 | Casertana |  |

| Caserta 7 febbraio 1943 17ª giornata | Casertana | 0 – 5 | BPD Colleferro |  |

| Roma 14 febbraio 1943 18ª giornata | VV.FF. Roma | 5 – 0 | Casertana |  |

| Caserta 21 febbraio 1943 19ª giornata | Casertana | 1 – 3 | Stabia |  |

| Torre Annunziata 28 febbraio 1943 20ª giornata | Savoia | 1 – 0 | Casertana |  |

| Scafati 7 marzo 1943 21ª giornata | Scafatese | 3 – 0 | Casertana |  |

| Arbitro: | Di Nanni |

|  |           |                |
|  | Marcatori | 50’ Guadagnoli |